# 虎鳴駅
虎鳴駅（ホミョンえき）は、大韓民国慶尚北道醴泉郡にかつて存在した朝鮮総督府鉄道の駅である。

## 歴史
- 1931年10月15日 - 開業。
- 1944年10月1日 - 廃止。

## 隣の駅
韓国鉄道公社
慶北線（旧線）
高坪駅 - 虎鳴駅 - 慶北豊山駅